# Сведзебня (гміна)
Гміна Сведзебня (пол. Gmina Świedziebnia) — сільська гміна у північній Польщі. Належить до Бродницького повіту Куявсько-Поморського воєводства.
Станом на 31 грудня 2011 у гміні проживало 5209 осіб.

## Площа
Згідно з даними за 2007 рік площа гміни становила 103.83 км², у тому числі:
- орні землі: 73.00%
- ліси: 17.00%

Таким чином, площа гміни становить 10.00% площі повіту.

## Населення
Станом на 31 грудня 2011:
| Опис     | Загалом | Загалом | Чоловіки | Чоловіки | Жінки | Жінки |
| -------- | ------- | ------- | -------- | -------- | ----- | ----- |
| одиниця  | осіб    | %       | осіб     | %        | осіб  | %     |
| все      | 5209    | 100     | 2646     | 50.80    | 2563  | 49.20 |
| міське   | 0       | 100     | 0        |          | 0     |       |
| сільське | 5209    | 100     | 2646     | 50.80    | 2563  | 49.20 |

## Сусідні гміни
Гміна Сведзебня межує з такими гмінами: Бартнічка, Бродниця, Ґужно, Любовідз, Осек, Рипін, Скрвільно.